# Marcel Bolle De Bal
 (janvier 2019).
Marcel Bolle De Bal, né à Schaerbeek le 29 juillet 1930 et mort le 14 mars 2025 à Linkebeek, est un sociologue et psychosociologue belge, professeur émérite de l’Université libre de Bruxelles, président d’honneur de l’Association internationale des sociologues de langue française, ancien conseiller communal de et à Linkebeek (périphérie bruxelloise : 1965-1973 et 1989-2000).
Son nom est orthographié tantôt Bolle de Bal et tantôt Bolle Debal (version aujourd’hui « officiellement » enregistrée et contestée par la famille car résultant d'une erreur administrative très ancienne).
Il épouse en 1956 Françoise Leclercq, née en 1932 à Ixelles (Bruxelles), historienne de l’art.

## Biographie

### Origines
Marcel Bolle De Bal est né Marcel Bolle : en 1935, à la suite de son père Jean Bolle adopté par Auguste De Bal, il a, lui aussi, été adopté et est dès lors devenu Marcel Bolle De Bal.

### Etudes
Après guerre, il étudie le latin, le grec et les mathématiques. Il commence à pratiquer le piano et des sports (tennis, hockey, vélo…). Il entre à la Faculté de Droit à l’Université libre de Bruxelles. En 1953 il est proclamé docteur en droit et en 1954 licencié en sciences économiques et financières.
L’économie sociale l'intéresse. En 1954-1955, il obtient des bourses du Rotary et de Fulbright pour étudier à l’Université de Chicago.
En 1969-1971, il complète sa formation comme psychosociologue sous la direction des professeurs Jean Maisonneuve et André Lévy,.

### Carrière
Rentré en Belgique en 1955, il fait un stage en amélioration des relations humaines dans les entreprises à l'ULB avec Arthur Doucy. Après un service militaire de 18 mois, il est engagé en comme chargé de recherches à l’Institut de Sociologie de l'ULB, où il fait toute sa carrière jusqu'à sa retraite en 1995. Il  y devient directeur du Centre de Sociologie du Travail, président du Collège scientifique (1981-1992), président de la Faculté des Sciences psychologiques et pédagogiques et membre du Conseil d’administration de l’ULB.
Il y enseigne l’économie aux psychologues et pédagogues, la psychologie aux ingénieurs commerciaux, la sociologie et la psychosociologie aux anthropologues, sociologues, juristes et travailleurs sociaux.
Il est aussi professeur visiteur aux universités de Toulouse-le-Mirail, de Paris-Dauphine, de Genève et de Fribourg (Suisse).
En 1958, il participe à Bruxelles à la constitution de l’Association internationale des sociologues de langue française (AISLF), créée à l’initiative de Georges Gurvitch et Henri Janne. Élu membre du Bureau de cette Association en 1971, il en devient le vice-président en 1978 et le Président en 1982. 

## Thèmes de recherche
Il a cinq thèmes de recherche : la dialectique participation/contestation, le couple conceptuel déliance/reliance, la promotion d’une sociologie existentielle, la définition d’un athéisme constructif, l’élaboration d’une psychosociologie de la franc-maçonnerie.
- Psycho-sociologie de la rémunération : il étudie la contestation sociale telle que formulée par les organisations syndicales. Ses travaux sont synthétisés dans le livre « Les doubles jeux de la participation » publié en 1990[4] : il y expose la dialectique entre la culture de la performance et la culture de l’existence.

- Reliance, déliance, liance : psycho-sociologie des liens humains  : Marcel Bolle De Bal est considéré comme l'inventeur du terme de reliance sociale[5],[6]. Il organise à partir de 1975 un groupe de réflexion sur le sujet.
Il publie 2 ouvrages collectifs sur le sujet[7] : en 1996[8] et en 2018[9].
Le terme reliance a été adopté par Edgar Morin en 1995, avec le commentaire « Cette notion de reliance, j’en avais besoin : cela me parait de plus en plus évident... »[10].

- Sociologie existentielle : En 1985, Marcel Bolle De Bal lance le terme de « sociologie existentielle », qui centre ses travaux et recherches sur les problèmes essentiels de l’existence humaine : la naissance, la vie, la mort, l’amour, les croyances, les liens interpersonnels et intergénérationnels, etc.[11]. En 2013, il publie ce qu'il considère comme son livre-testament de sociologue : les 3 tomes d’un ouvrage qu’il intitule Fragments pour une sociologie existentielle[12],[13],[14].

- Athéisme, laïcité, personnalisme : il s’intéresse de plus en plus activement à la philosophie, à la dimension philosophique des phénomènes humains. Il publie 2 ouvrages sur l'« athéisme constructeur »[15],[16] et il compare les modèles de « laïcités » : politique (le modèle français) et « libre penseur » (le modèle belge). Marcel Bolle De Bal se présente comme à la fois laïque politique et libre penseur[17].

- Psycho-sociologie de la Franc-maçonnerie : Franc-maçon affirmé, initié en 1962, Marcel Bolle De Bal a développé des analyses, descriptions et interprétations au fil des six ouvrages qu’il lui a consacrés[18].

## Opinions
Il est laïque, dégagé de ses origines chrétiennes, décléricalisé, mais ouvert à des convictions philosophiques. Animé par une telle conviction, il participe en 2003 à la constitution à Louvain-la-Neuve du CAPP (Centre d’Action pour un personnalisme pluraliste) réunissant croyants et incroyants, déistes et agnostiques, chrétiens et libres penseurs. Il assume sa condition paradoxale d’être à la fois personnaliste et franc-maçon, attitudes souvent considérées comme incompatibles.
Il décide en 1958 de s’engager dans le mouvement socialiste et participe à la Grève générale de l'hiver 1960-1961 dont il tente de tirer les leçons. En 1988, il démissionne du Parti socialiste belge, qu'il juge imperméable aux idées écologistes et trop enclin à une alliance avec les nationalistes flamands. Il se dit Social- démocrate. Il a toujours refusé d'être sur une liste électorale.
Son engagement culturel ne se limite pas à la culture au sens large (musique, peinture, sculpture, littérature, écriture…). Il investit dans la défense de la culture francophone menacée. En 1998, il est élu président de la Fondation Lismonde nouvellement créée, mais il cède rapidement la présidence à Catherine de Brackeleer.
Il se dit écologique et européen.
Il fait partie pendant plus de 50 ans de la Loge Les Amis Philanthropes, affiliée au Grand Orient de Belgique, Obédience traditionnellement masculine. Il rejoint son épouse et Sœur en se voyant accordée la qualité de membre de la Loge Lumière Initiatique (Mulhouse), émanation de la Fédération française du Droit Humain, Obédience mixte.

### Ouvrages
- Marcel Bolle De Bal, Relations humaines et relations industrielles, Bruxelles, Institut de Sociologie, 1958 (réimpr. 1969)Ce 1er ouvrage de Bolle de Bal a été écrit pendant qu'il était hospitalisé pendant son service militaire. L'ouvrage s'intéresse aux conflits de valeurs et à l'importance des relations humaines pendant les conflits sociaux, en Europe comme aux Etats-Unis[22].
- Marcel Bolle De Bal et Christian Dejean, Les modes de rémunérations en vigueur dans le secteur de la fabrication des pâtes, papiers et cartons, Bruxelles, Ed. Institut de Sociologie, 1959.
- Marcel Bolle De Bal et Christian Dejean, Les modes de rémunération en vigueur dans l’industrie du tabac, Bruxelles, Ed. Institut de Sociologie, 1960.
- Marcel Bolle De Bal et Christian Dejean, Les modes de rémunération dans l’industrie des cuirs et peaux, Bruxelles, Ed. Institut de Sociologie, 1961.
- Marcel Bolle De Bal et Christian Dejean, Les modes de rémunération dans la sidérurgie, Bruxelles, Ed. Institut de Sociologie, 1963.
- Marcel Bolle De Bal et Christian Dejean, Le salaire à la production. Formes nouvelles et fonctions sociologiques, Bruxelles, Ed. de l’Institut de Sociologie, 1965.
- Marcel Bolle De Bal, La vie de l’entreprise. Suppléments de rémunération et participation ouvrière Bruxelles, Ed. Institut de Sociologie, 1967.
- Marcel Bolle De Bal, Modes de rémunération et collaboration dans l’Entreprise, Bruxelles, Fédération des Industries Belges, 1967(1er Prix au Concours Maurice Van der Rest 1965.
- Marcel Bolle De Bal, Image de l’homme et société contemporaine, Bruxelles, Institut de Sociologie, 1969.
- Marcel Bolle De Bal, Problèmes de sociologie du travail, Bruxelles, Institut de Sociologie, 1969.
- Marcel Bolle De Bal, Les salaires aux résultats dans les sociétés industrialisées : Tendances évolutives et aspects psychosociologiques, Genève, Bureau International du Travail (B.I.T.), 1972.
- Marcel Bolle De Bal, Accroissement de la productivité et psychosociologie du travail, Bruxelles, Université de Bruxelles, 1976.
- Marcel Bolle De Bal, Les aspirations de reliance sociale. Reliance sociale, recherche sociale, action sociale, Bruxelles, Programmation de la politique scientifique, 1978.
- Marcel Bolle De Bal, Formation, travail, travail de formation, Bruxelles, Université de Bruxelles, 1978.
- Marcel Bolle De Bal, La tentation communautaire ou les paradoxes de la reliance et de la contreculture, Bruxelles, Université de Bruxelles, 1985.
- Marcel Bolle De Bal, Peter Cressey, Vittorio Maruno, Tiziano Treu et Kevin Trayno, La Participation. Synthèse des études de la Fondation sur la participation, Dublin, Fondation Européenne pour l’Amélioration des Conditions de Travail, 1987.
- Marcel Bolle De Bal, Les doubles jeux de la participation. Rémunération, performance et culture, Bruxelles-Maastricht, Presses Interuniversitaires Européennes, 1990.
- Marcel Bolle De Bal, Voyages au Cœur des sciences humaines. De la reliance : Reliance et théories, vol. 1, Paris, Harmattan, 1996.
- Marcel Bolle De Bal, Voyages au Cœur des sciences humaines. De la reliance : Reliance et pratiques, vol. 1, Paris, Harmattan, 1996.
- Marcel Bolle De Bal, Wégimont ou le château des relations humaines. Une expérience de formation psychosociologique à la gestion Bruxelles, Presses Interuniversitaires Européennes (P.I.E.), 1998.
- Marcel Bolle De Bal, La Franc-maçonnerie, porte du devenir. Un laboratoire de reliances, Paris, Detrad, 1998.
- Marcel Bolle De Bal, Les survivants du Boyau de la mort. Lettres de deux jeunes Wallons en 14-18, Bruxelles, Presses Interuniversitaires Européennes (P.I.E.), 1998.
- Marcel Bolle De Bal, Les adieux d’un sociologue heureux. Traces d’un passage, Paris, Harmattan, 1999.
- Marcel Bolle De Bal et Dominique Vésir, Le sportif et le sociologue. Sport, individu et société, Paris, Harmattan, 2000.
- Marcel Bolle De Bal, La fraternité maçonnique, Paris, Edimaf, 2001.
- Marcel Bolle De Bal, La sociologie de langue française. Un enjeu, un combat. Souvenirs d’un acteur, Paris, Harmattan, 2001.
- Marcel Bolle De Bal, Surréaliste et paradoxale Belgique. Mémoires politiques d’un sociologue engagé, Paris, Harmattan, 2003.
- Marcel Bolle De Bal et Gilles Ardoino, Le sport à corps et à cris, vol. IX, Revue Internationale de Psychosociologie, 2003, chap. 20.
- Marcel Bolle De Bal, Un sociologue dans la cite. Chroniques sur le Vif et propos Express, Paris, Harmattan, 2004.
- Marcel Bolle De Bal, L’initiation maçonnique, à partir et au-delà du secret, Paris, Detrad, 2004.
- Marcel Bolle De Bal, Le Travail, une valeur à réhabiliter. Cinq écrits sociologiques et philosophiques inédits, Bruxelles, Editions Labor, 2005.
- Marcel Bolle De Bal, Au-delà de Dieu. Profession de foi d’un athée lucide et serein, Bruxelles, Ed. Luc Pire, 2007.
- Marcel Bolle De Bal et Vincent Hanssens, Le croyant et le mécréant. Reliances, sens , transcendances, Bierges, Editions Mols, 2008.
- Marcel Bolle De Bal, Les sept piliers de la reliance maçonnique, Paris, Edimaf ; 2e édition Bruxelles Logos, 2011, 2009.
- Marcel Bolle De Bal, La Franc-maçonnerie en débat. Paroles croisées de deux Frères, Paris, Dervy, 2010.
- Marcel Bolle De Bal, Sur la route de la sociologie. Maitres, amis et compagnons, Fernelmont, E.M.E, 2011.
- Marcel Bolle De Bal, Au-delà de Dieu, l’Homme. Nouvelle profession de foi, Fernelmont, E.M.E, 2012.
- Marcel Bolle De Bal, Fragments pour une sociologie existentielle : Théories et concepts, vol. 1, Paris, Harmattan, 2013Ces 3 volumes constituent le testament intellectuel de Bolle de Bal. Il reprend ses thèmes favoris tels que la reliance, l'évolution de sa pensée à la suite des échanges avec Edgar Morin, les paradoxes liés aux relations humaines, l'importance de la Franc-maçonnerie[13]....
- Marcel Bolle De Bal, Fragments pour une sociologie existentielle : Thèmes et enjeux, vol. 2, Paris, Harmattan, 2013.
- Marcel Bolle De Bal, Fragments pour une sociologie existentielle : Pratiques et engagements, vol. 3, Paris, Harmattan, 2013.
- Marcel Bolle De Bal, Éloge du bon phallocrate. Mon idéal d’homme féministe, Paris, Harmattan, 2015.
- Marcel Bolle De Bal, Le paradoxe d’un personnaliste laïque et franc-maçon. La Franc-maçonnerie, la Personne, leur(s) secret(s), Paris, Detrad, 2017.

### Articles
Plus de 300, tous, sauf trois, à titre de seul auteur.